# Psalm 122

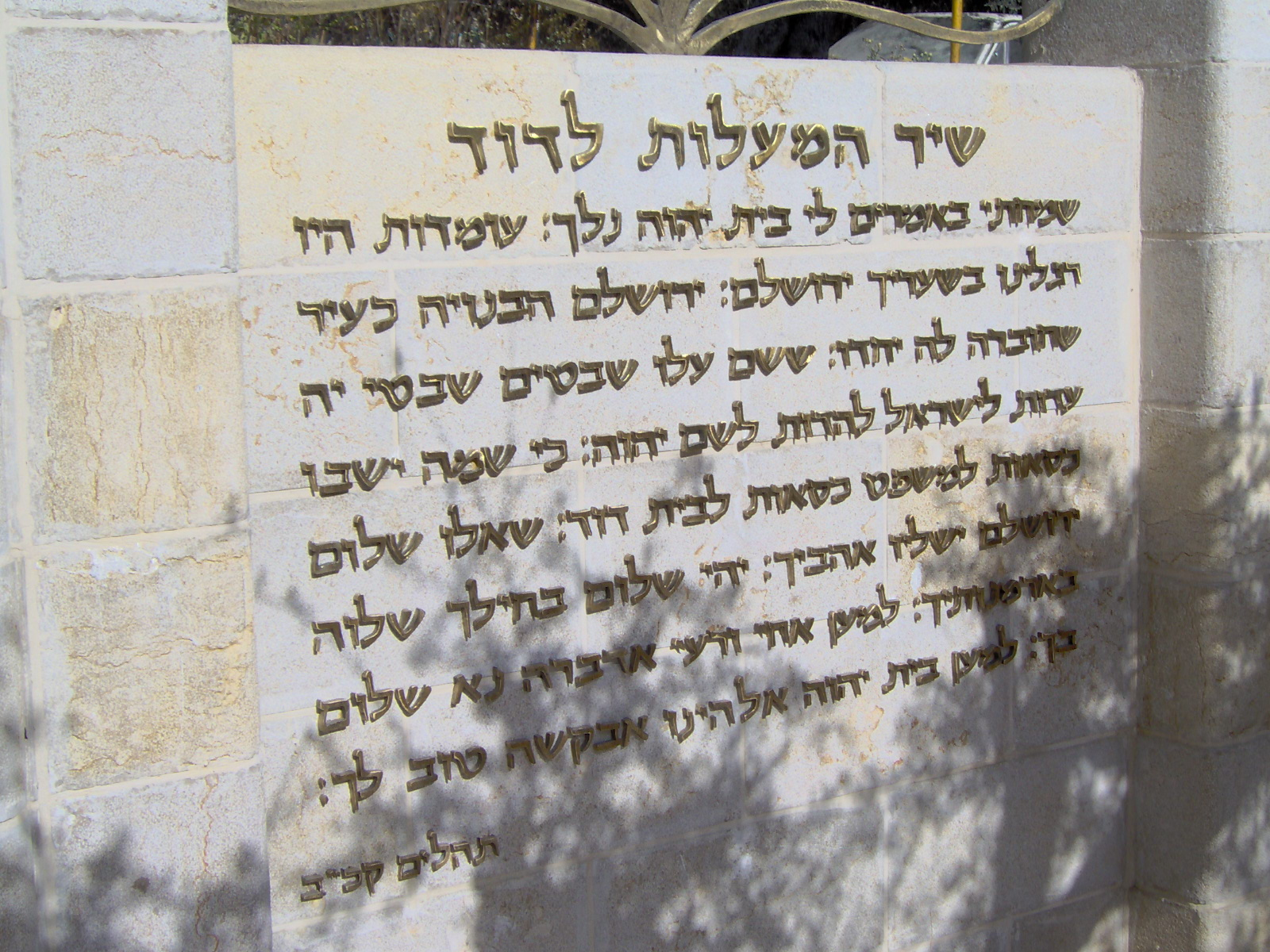
Der hebräische Text von Psalm 122 an einer Wand in der Jerusalemer Davidsstadt

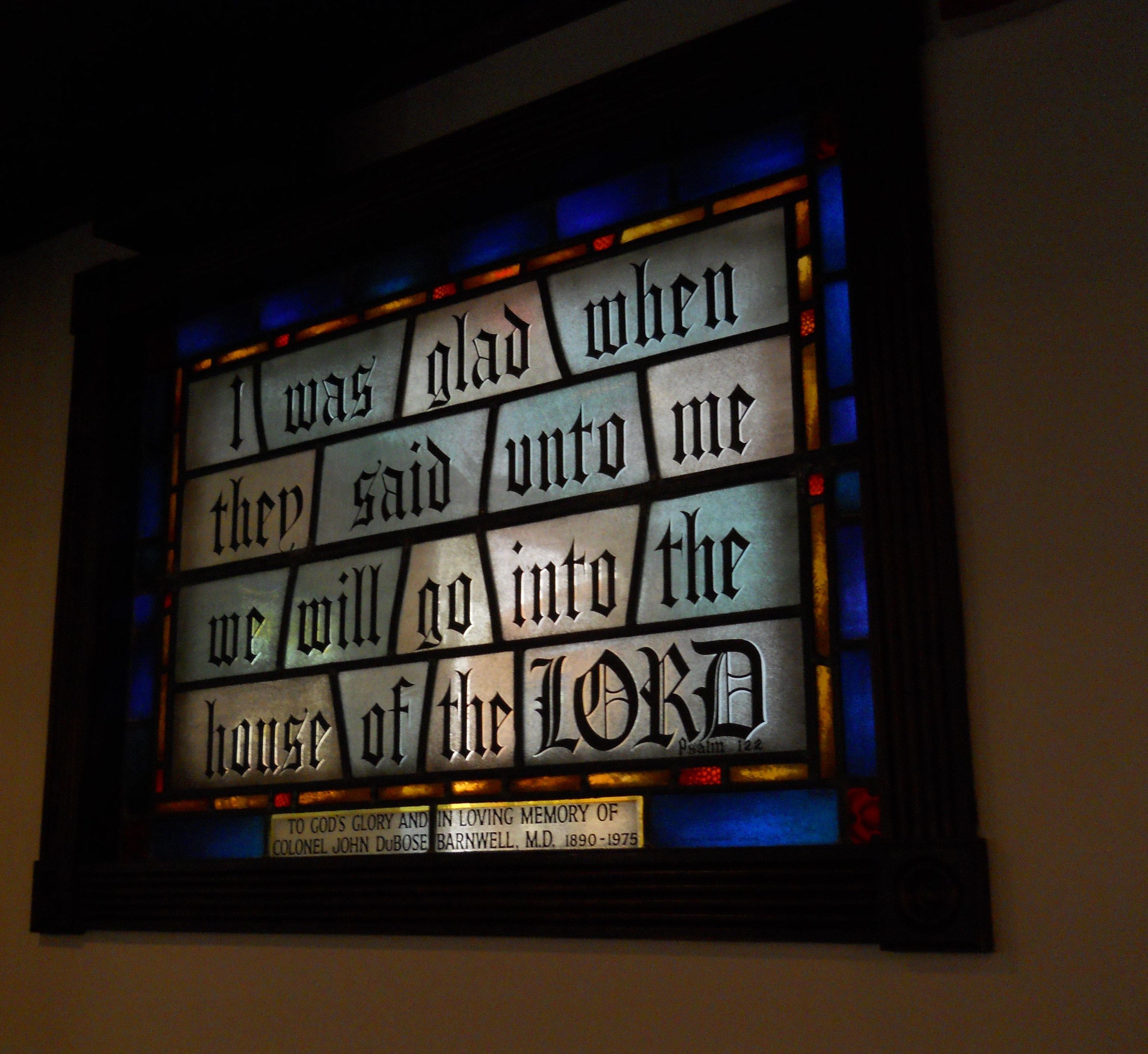
Psalm 122,1 auf einem Glasfenster in der All Saints Episcopal Church, Waveland (Jensen Beach, Florida)

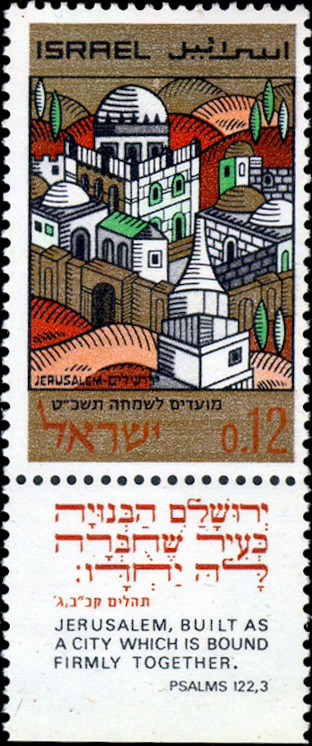
Psalm 122,3 auf einer israelischen Briefmarke

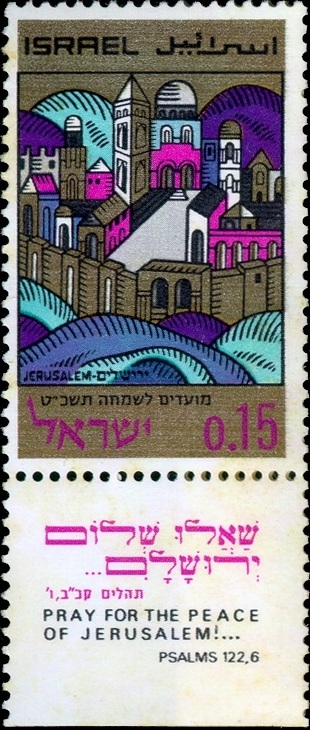
Psalm 122,6 auf einer israelischen Briefmarke

Der 122. Psalm (in der Zählung der Septuaginta und der Vulgata: Psalm 121) gehört in die Reihe der Wallfahrtslieder. In der Westkirche ist er traditionell, z. B. in musikalischen Bearbeitungen, auch unter seinen lateinischen Anfangsworten Laetatus sum bekannt.

## Überschrift
Die Zuweisung an David fehlt in einigen hebräischen und griechischen Handschriften. Man kann לדוד statt „von David“ auch übersetzen als „mit Bezug auf David“, was in diesem Fall Sinn macht: Der biblischen Tradition zufolge machte David Jerusalem zum Zentrum ganz Israels (davidisch-salomonisches Großreich) und wurde so für spätere Generationen zum Prototyp des Pilgers.

## Forschungsgeschichte
Sigmund Mowinckel (1924) meinte, dass die als Wallfahrtslied bezeichneten Psalmen von den Pilgern auf ihrem Weg nach Jerusalem im Chor gesungen worden seien. Für eine solche Praxis konnte er auf verschiedene Bibelstellen verweisen, z. B. Jes 30,29 : „Das Lied wird für euch sein wie nachts, wenn man sich fürs Fest heiligt, und die Freude des Herzens, wie wenn man unter Flötenspiel einhergeht, um auf den Berg des HERRN zu kommen, zum Felsen Israels.“
Hermann Gunkel (1929) dagegen interpretierte Psalm 122 in seinem klassischen Kommentar als Lied, das die persönlichen Empfindungen eines Individuums wiedergebe: „es ist gedichtet in der wundervollen Stunde, da die Füße des Sängers eintraten in das Tor der heiligen Stadt.“

## Inhalt
Der Psalm wird häufig in drei Teile gegliedert:
- Verse 1–2: Jerusalem als Ziel der Wanderschaft.
- Verse 3–5: Religiöse Bedeutung Jerusalems.
- Verse 6–9: Wünsche für diesen Ort.

Die drei Teile können Gegenwart (1–2), Vergangenheit (3–5) und Zukunft (6–9) zugeordnet werden.
Im ersten Teil wird eine Pilgergruppe bei ihrem Aufbruch und bei ihrer Ankunft am Stadttor von Jerusalem imaginiert. Tore und Mauern gehören zum Wesen der Stadt, im Gegensatz zu einer offenen Siedlung.
In emotionaler Weise wird Jerusalem in Teil 2 als Du angesprochen. Der Wiederaufbau der Stadtmauern nach dem Babylonischen Exil klingt an. Nun präsentiert sich Jerusalem dem Psalmbeter als eine „insgesamt zusammengefügte“ (יחדו) Stadt, ein „architektonischer Kosmos.“ Vers 4 erinnert in archaisierender Sprache („die Stämme Jahs“) an die Bedeutung Jerusalems als Kultzentrum vor dem Exil. In dieser für den Dichter schon weit zurückliegenden Zeit war Jerusalem Sitz von Königen und damit auch Zentrum der Rechtsprechung.
Der dritte Teil führt die Redesituation in den Toren Jerusalems weiter. In sprachspielerischer Weise wird aus dem Stadtnamen Yerushalaim (יְרֽוּשָׁלִָ֑ם) der Friede shalom (שְׁל֣וֹם) abgeleitet, sowie die ähnlich klingenden Wörter shalṿah (שַׁ֜לְוָ֗ה) „Zufriedenheit“ und shalah (שׁלה) „sorglos leben.“ Dieser umfassende Friedenswunsch für die Bewohner Jerusalems kann auch als „kritisches Gegenbild“ zu den gesellschaftlichen Spannungen seiner Entstehungszeit gelesen werden.

## Musikalische Fassungen

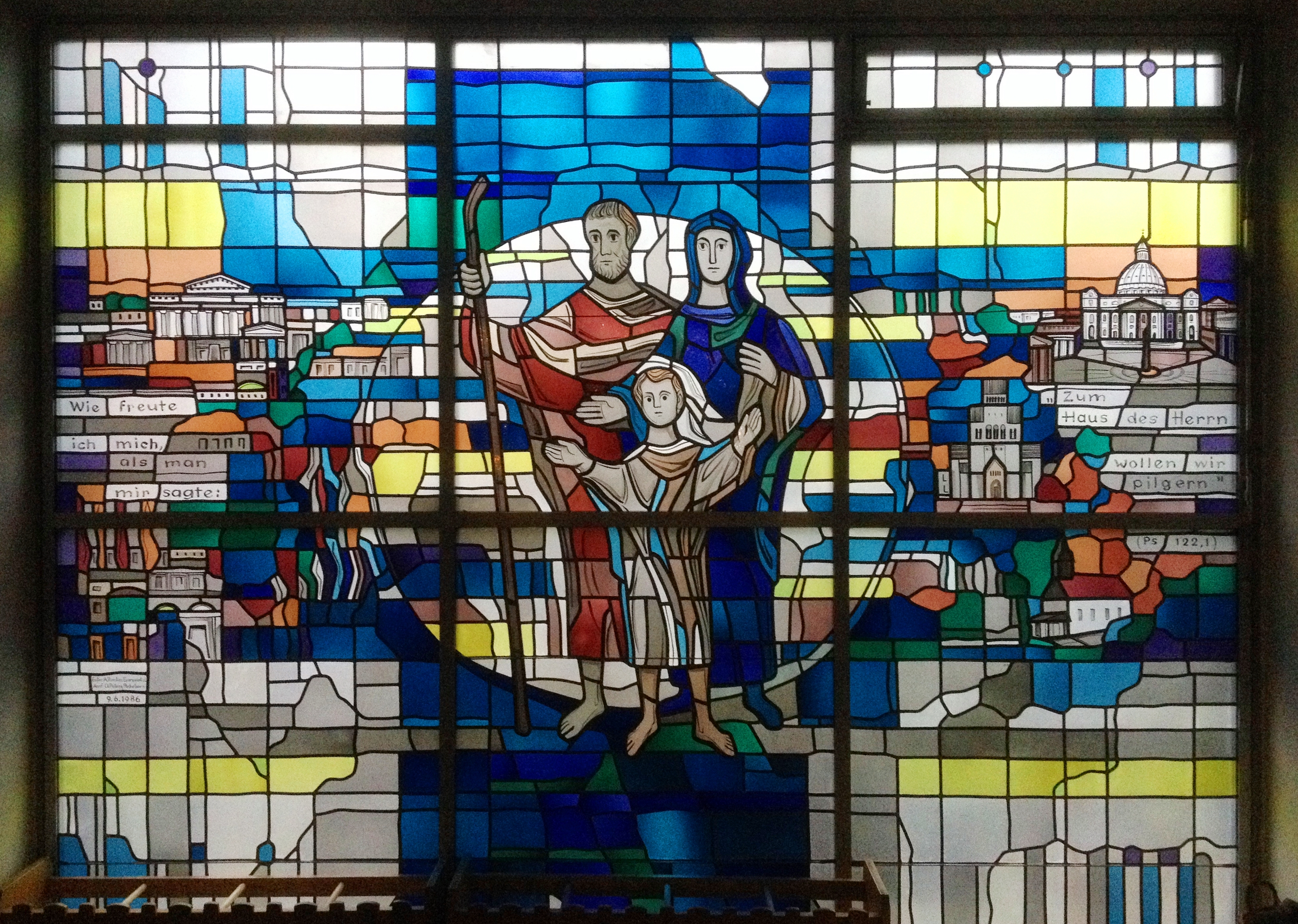
Bildfenster in der Kirche Heilige Familie (Vienenburg): Jesus mit seinen Eltern auf dem Weg nach Jerusalem; Beschriftung Psalm 122, 1. Christliche Relecture des Psalms identifiziert hier den Petersdom als Haus des Herrn und Pilgerziel

Der Psalm ist Teil vieler Vesper-Vertonungen, so auch in der Marienvesper von Claudio Monteverdi. Seine englische Fassung I was glad ist Teil der Krönung britischer Monarchen.